# Polypedates gongshanensis
Polypedates gongshanensis é uma espécie de anfíbio da família Rhacophoridae.
Pode ser encontrada nos seguintes países: China, Índia e possivelmente em Myanmar.
Os seus habitats naturais são: campos de gramíneas de baixa altitude subtropicais ou tropicais sazonalmente húmidos ou inundados, rios, marismas de água doce, marismas intermitentes de água doce, terras aráveis, jardins rurais, lagoas e lagoas para aquicultura.
Está ameaçada por perda de habitat.